# Жан де Монморанси-Куррьер
Жан де Монморанси (фр. Jean de Montmorency; ум. 1563) — сеньор де Куррьер, Урж, Мениль-сюр-Рьель и Кенуа — государственный деятель Габсбургских Нидерландов.
Второй сын Юга де Монморанси, сеньора де Бур и Куррьер, и Жоссины де Сент-Омер.
По разделу со старшим братом получил сеньорию Куррьер и другие земли. 31 мая 1525 в Брюсселе назначен Карлом V на должность капитана и верховного бальи замка Мотт в Ньепском лесу.
В 1534 назначен майордомом императора. Также стал капитаном стрелков охраны. 10 июля 1540 назначен главным бальи города и шателении Кассель.
В 1546 стал государственным советником и камергером, и 30 июня получил должность главного бальи города и страны Дендермонде. Немного позже стал высочайшим бальи графства Алст и города Граммона. В этом качестве вместе с Ламоралем Эгмонтом и Шарлем II де Лаленом был в 1553 направлен в Англию вести переговоры о браке инфанта Филиппа с Марией Тюдор.
11 апреля 1554 был назначен на должность губернатора Лилля, Дуэ и Орши, «одну из самых почетных во всех Нидерландах», сменив на этом посту Адриена де Кроя. Принес присягу в Лилле 11 сентября.
В 1556 на капитуле в Антверпене принят в рыцари ордена Золотого руна.
Пользовался расположением Филиппа II, сохранившего за ним должности советника, камергера и бальи Алста.
2 мая 1558 дал Филиппу II обед в своем замке Куррьер; в честь такого важного события на стене колокольни была сделана надпись, сохранившаяся до настоящего времени:
LAN MDLVIII LE II DE MAI / LE ROI PHILIPPES A DINEZ A COWRIERE / AV LOGIS / MISSIRE IEHAN
DE MONTMORENCI

Надгробие Жана де Монморанси

Надгробие из белого мрамора, закопанное во дворе в церкви Куррьера во время революции, было найдено при раскопках 28 сентября 1828.
Жена: Филиппа де Ланнуа, дочь и наследница Ферри де Ланнуа, сеньора де Френуа, и Марии де Жосс. Единственный сын от этого брака умер раньше отца. Своим основным наследником сеньор де Куррьер назначил своего внучатого племянника Жана I де Монморанси, сеньора де Бура.